# Улица Нико Николадзе
Улица Нико Николадзе (груз. ნიკო ნიკოლაძის ქუჩა) — короткая (около 250 м) улица в Тбилиси, в историческом районе города — Вера, проходит от улицы Мераба Коставы до улицы Лео Киачели.
Названа в честь Николая (Нико) Яковлевича Николадзе (1843—1928), видного грузинского публициста, просветителя и общественного деятеля.
Улица является одной из границ Парка Вере.

## История
Прежнее название — Коргановская
В 1903 году в списке улиц Тифлиса указана как Богословская улица, по церкви Иоанна Богослова (освящена в 1901 году). В советское время была переименована в честь французского коммуниста Андре Марти (1886—1956), указана на плане города 1934 года.
Современное название с 1950-х годов.

## Достопримечательности
- Жилой дом (угол с улицей Мераба Коставы, 1905, архитектор А. Г. Озеров)
- № 3 — жилой дом (1949, архитектор А. Я. Миминошвили[2], Сталинская премия 3-й степени за 1950 год)

## Известные жители
д. 1а — Константин Эристави (мемориальная доска), Алексей Мачавариани (мемориальная доска)
д. 7 — Георгий Кутателадзе (мемориальная доска), Иосиф Буачидзе